# Transmisión inalámbrica de energía

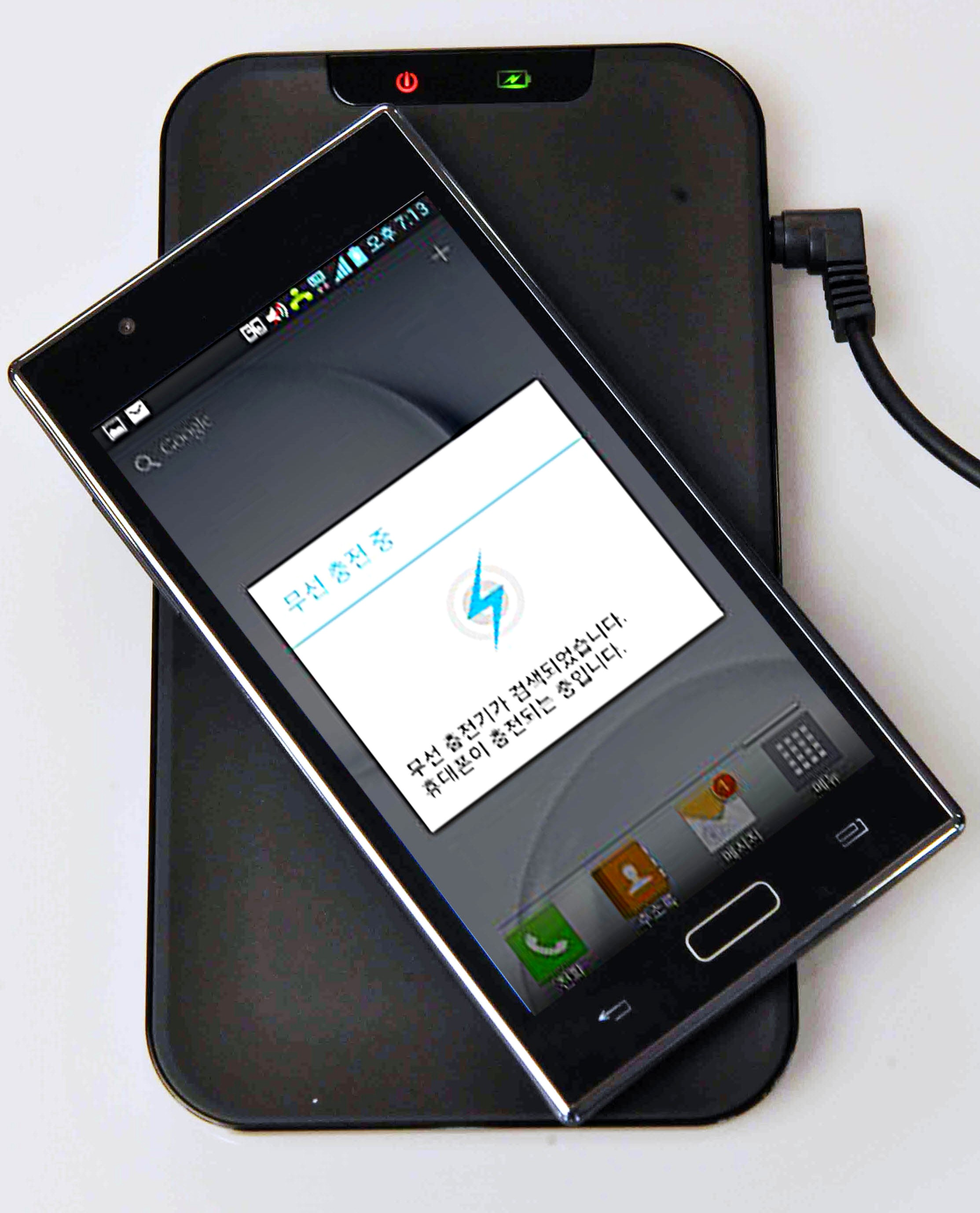
Plataforma de carga inductiva para un teléfono inteligente, un ejemplo de transferencia inalámbrica de campo cercano. Cuando el teléfono está configurado en la plataforma, una bobina en la almohadilla crea un campo magnético que induce una corriente en otra bobina, en el teléfono, cargando la batería.

La transmisión inalámbrica de potencia  o transmisión inalámbrica de energía es un método de transferencia de energía y consiste en la transmisión de potencia eléctrica desde una fuente de alimentación hasta una carga de consumo sin la necesidad de un medio material o conductor eléctrico.  Es un término genérico utilizado para referirse a un distinto número de tecnologías de transmisión de energía que usan una variable de tiempo de campo electromagnético.
La transmisión inalámbrica es útil para los dispositivos de potencial eléctrico en casos en donde la utilización de cables es inconveniente, peligrosa, o no es posible. En la transmisión inalámbrica de energía, un dispositivo emisor conectado a una fuente de potencia, tal como una fuente de electricidad doméstica, transmite energía por un campo electromagnético a través de un espacio intermedio a uno o más dispositivos receptores, donde es convertida de vuelta a energía eléctrica y utilizada.
Las técnicas de transferencia de energía pueden ser de dos clases, la no-radiativa y la radiativa. En las técnicas de campo cercano o no-radiativas, la energía es transferida a través de cortas distancias por campos magnéticos usando un acoplamiento magnético entre electrones. Este tipo se aplica a cepillos dentales eléctricos, cargadores, etiquetas RFID, tarjetas inteligentes, cargadores para dispositivos médicos implantables como marcapasos, y potencia inductiva o cargadores de vehículos eléctricos como trenes o autobuses. Su enfoque actual es el de desarrollar sistemas inalámbricos para cargar dispositivos informáticos portátiles y móviles como teléfonos celulares o reproductores digitales de música y computadoras portátiles sin estar atado a un enchufe de pared. En las técnicas radiativas o de campo cercano y lejano, también llamadas, radiantes de energía, la energía es transmitida por haces de radiación electromagnética, como microondas o haces de láser. Estas técnicas pueden transportar la energía por una distancia mayor pero deben ser dirigidas en el receptor. Las aplicaciones propuestas para este tipo son la de satélites de energía solar y vehículos aéreos no tripulados de energía inalámbrica. Un importante problema asociado a todos los sistemas de energía inalámbrica es limitar la exposición de las personas y otros seres vivos a posibles daños electromagnéticos.

## Compendio

Diagrama de bloques genérico de un sistema de energía inalámbrica

La transmisión de energía inalámbrica es un término colectivo que se refiere a un diferente número de tecnologías de transmisión de energía por medio de campos electromagnéticos de tiempo-variable. Las tecnologías, listadas en la tabla inferior, difieren de la distancia en que pueden transmitir la energía de manera eficiente, si el emisor debe ser dirigido al receptor, y el tipo de energía electromagnética que utilizan: tiempo variable campos eléctricos, campos magnéticos, ondas de radio, microondas o infrarrojo o luz visible.
En general, un sistema de energía inalámbrica consiste en un dispositivo "emisor" conectado a una fuente de energía tal como una línea de electricidad doméstica, la cual convierte la energía a un campo electromagnético de tiempo-variable, y uno o más dispositivos "receptores", los cual reciben la energía y la convierten en corriente directa o alterna la cual es consumida por una carga eléctrica. En el transmisor, la energía de entrada es convertida a un campo electromagnético oscilante por alguna clase de dispositivo de antena. La palabra "antena" es utilizada libremente aquí, podría ser una bobina de alambre que genere un campo magnético, una placa metálica la cual genere un campo eléctrico, una antena que irradie ondas de radio, o un láser que genere luz. Una antena similar o dispositivos unidos en el receptor convierten los campos oscilantes en corriente eléctrica. Un parámetro importante el cual determina el tipo de ondas es la frecuencia f en hertz de las oscilaciones. La frecuencia determina la longitud de onda λ = c/f de las ondas que llevan la energía a través de la brecha, donde c  es la velocidad de la luz
La energía inalámbrica usa muchos de los mismos campos y ondas como los dispositivos de comunicación inalámbricos como la radio, otra tecnología familiar la cual implica la energía transmitida sin cables por campos electromagnéticos, utilizados en teléfonos, difusión de radio y televisión, y WiFi. En las radiocomunicaciones el objetivo es la transmisión de información, por lo tanto, la cantidad de energía que llega al receptor no es tan importante mientras sea suficiente para que la relación señal/ruido sean tan alta como para que la información pueda ser recibida inteligiblemente. En las tecnologías de comunicación inalámbrica, generalmente sólo delgadas cantidades de energía llegan al receptor. Por contraste, en la energía inalámbrica, las cantidades de energía recibida son algo importante, por lo que la eficiencia (fracción de la energía transmitida que es recibida) es el parámetro más significativo. Por esta razón, las tecnologías de energía inalámbrica están más limitadas por la distancia que las tecnologías de comunicación inalámbricas
Estos son las diferentes tecnologías de energía inalámbrica:
| Tecnología                       | Rango | Directividad | Frecuencia | Antena                                                          | Aplicaciones actuales o posibles en el futuro |
| -------------------------------- | ----- | ------------ | ---------- | --------------------------------------------------------------- | --- |
| Acoplamiento inductivo           | Corta | Baja         | Hz - MHz   | Bobinas de alambre                                              | Carga de batería de máquinas de afeitar y cepillos dentales eléctricos, placa de cocina de inducción y calentadores industriales.                                      |
| Acoplamiento inductivo resonante | Media | Baja         | MHz - GHz  | Bobinas de alambre Tuned, resonadores de elementos concentrados | Carga de dispositivos portátiles (Qi, Witricidad), implantes biomédicos, vehículos eléctricos, alimentación de autobuses, trenes, MAGLEV, RFID, tarjetas inteligentes. |
| El acoplamiento capacitivo       | Corta | Baja         | kHz - MHz  | Electrodos                                                      | Carga de dispositivos portátiles, enrutamiento de potencia en circuitos integrados a gran escala, tarjetas inteligentes.                                               |
| Magnetodinámica                  | Corta | N.A.         | Hz         | Rotación de magnetos                                            | Carga de vehículos eléctricos. |
| Microondas                       | Larga | Alta         | GHz        | Platos parabólicos, antenas en fase, rectenna                   | Satélites de energía solar, alimentación de aeronaves no tripuladas.                                                                                                   |
| Ondas de Luz                     | Larga | Alta         | ≥THz       | Láser, fotocélulas, lentes                                      | Alimentación de aeronaves no tripuladas, alimentación de escaladores de elevadores espaciales.                                                                         |

## Regiones de campo
Los campos eléctricos y campos magnéticos son creados por una partícula cargada en la materia tales como los electrones. Una carga estacionaria crea un campo electrostático en el espacio alrededor de ella. Una carga estable de corriente eléctrica, corriente directa, crea un campo magnético alrededor de ella. Los campos anteriores contienen energía pero no pueden llevar energía eléctrica porque son estáticas. De todas maneras, los campos de tiempo-variable pueden llevar energía  acelerando las cargas eléctricas, tal como se encuentran en una corriente alterna de electrones en un cable, crea campos eléctricos y magnéticos de tiempo-variable en el espacio alrededor de ellas. Estos campos pueden ejercer fuerzas oscilantes en los electrones y en la "antena" receptora, causando que se muevan de atrás hacia adelante. Éstas aún representan una corriente alterna que puede ser usada para generar una carga.
Los campos eléctricos y magnéticos oscilantes, circundan moviendo cargas eléctricas en el "dispositivo antena" que pueden ser divididos en dos regiones, dependiendo de la distancia Drange de la antena. El límite entre las regiones está vagamente definido. Los campos tienen diferentes características en estas regiones, y diferentes tecnologías son usada para transmitir energía:
- Los campos cercanos o regiones no radiativas- Esto significa que el área dentro de aproximadamente 1 longitud de onda (λ) de la antena.[1][4][10]  En esta región, los campos eléctricos oscilantes y campos magnéticos están separados[6] y la energía puede ser transferida a través de los campos eléctricos por la capacidad de acoplamiento de la inducción electrostática entre electrodos metálicos o a través de campos magnéticos por acoplamiento inductivo de inducción electromagnética entre rollos de almabre.[5][6][8][9] Estos campos no son radiativos,[10] lo que significa que la energía se mantiene dentro de una distancia cercana a la del transmisor.[17] Si no hay dispositivos receptores o material absorbente dentro del rango limitado para "emparejarlo", la energía no deja al emisor.[17] El rango de estos campos es corto, y depende del tamaño y forma de los dispositivos "antena", los cuales son comúnmente rollos de alambre. Los campos y la energía transmitida, disminuye exponencialmente con la distancia[4][16][18] así, si la distancia entre dos "antenas" Drange es mucho mayor que el diámetro de "antenas" Dant muy poca energía será recibida. Por lo tanto, éstas técnicas no pueden ser usadas para transmisiones de energía de larga distancia

La Resonancia, tal como la resonancia de acoplamiento inductiva, puede incrementar grandiosamente el acoplamiento entre antenas, permitiendo una transmisión eficiente en distancias mayores, aunque los campos aún disminuyen exponecialmente. Por lo tanto, el rango de los dispositivos de campo-cercano es convencionalmente dividido en dos categorías:
- Rango Corto -  hasta aproximadamente el diámetro de una antena: Drange ≤ Dant.   Este  es el rango alrededor del cual la capacidad no resonante ordinaria o acoplamiento inductivo puede transferir cantidades prácticas de energía

- Rango medio - por encima de 10 veces el diámetro de la antena:  Drange ≤ 10 Dant.   Este es el rango alrededor del cual la capacidad resonante o acoplamiento inductivo puede transferir cantidades prácticas de energía

- Campos lejanos o regiones radiativas - más allá de aproximadamente 1 longitud de onda (λ) de la antena, los campos eléctricos y magnéticos son perpendiculares a cada uno y se propagan como ondas electromagnéticas; algunos ejemplos son las ondas de radio, microondas, o las ondas de luz.[1][4][9]  Esta parte de la energía es radiativa,[10] lo que significa que deja la antena haya o no un receptor que la absorba. La porción de energía la cual no golpea la antena receptora es disipada y perdida. La cantidad de energía emitida como ondas electromagnéticas por una antena depende del tamaño del radio de la antena Dant para la longitud de onda de las ondas λ,[23] la cual es determinada por la frecuencia: λ = c/f.  En bajas frecuencias f donde la antena es mucho más pequeña que el tamaño de las ondas, Dant << λ, muy poca energía es irradiada.  Por lo tanto, los dispositivos de campo cercano de arriba, los cuales usan frecuencias más bajas, no irradian casi nada de su energía como radiación electromagnética. Las antenas de aproximadamente el mismo tamaño que la longitud de onda Dant ≈ λ  tales como las antenas de un polo o dos polos, irradian energía eficientemente, pero las ondas electromagnéticas son irradiadas en todas direcciones, así, si la antena receptora está lejos, sólo una pequeña cantidad de la radiación la golpeará.[10][19]  Por lo tanto, estas pueden ser usadas para transmisiones de energía ineficientes de corto rango pero no para transmisiones de gran rango.[24]

Sin embargo, a diferencia de los campos, la radiación electromagnética puede ser concentrada por Reflexión o Refracción en haces. Mediante el uso de una antena de alta ganancia o un sistema óptico el cual concentre la radiación en un haz estrecho dirigido en el receptor, puede ser usado para transmisiones de energía de gran rango.  Desde el criterio de Rayleigh, para producir los haces estrechos necesarios para concentrar una cantidad significativa de energía en un receptor distante, la antena debe ser mucho más larga que la longitud de onda de las ondas usadas: Dant >> λ = c/f.  Unos dispositivos de "haces de energía" prácticos, requieren de una longitud de ondas en la región de un centímetro o menor, correspondiente a frencuencias por encima de 1 Ghz, en el rango de las microondas o mayor.

## Técnicas de campo cercano o no radiativas
Los componentes de campos cercanos de campos eléctricos y magnéticos desaparecen rápidamente más allá de una distancia de alrededor de un diámetro de la antena (Dant). Fuera de rangos muy cercanos, la fuerza del campo y acoplamiento es aproximadamente proporcional a (Drange/Dant)−3 Puesto que la energía es proporcional al cuadrado de la intensidad del campo, la energía transferida disminuye con la sexta parte de la distancia de la energía (Drange/Dant)−6. o 60 dB por década. En otras palabras, duplicar la distancia entre el emisor y receptor, causa que la energía recibida disminuya por el factor de 26 = 64.

### Acoplamiento inductivo

Diagrama de bloques genérico de un sistema inductivo de energía inalámbrica.

Esta técnica de transmisión inalámbrica se basa en el uso de un campo magnético generado por una corriente eléctrica para inducir una corriente en un segundo conductor. Este efecto se produce en el campo electromagnético cercano, con el secundario en estrecha proximidad al primario. A medida que aumenta la distancia desde el primario, más y más del campo magnético del primario esquiva al secundario incluso en un rango relativamente corto el acoplamiento inductivo es muy ineficiente, perdiendo mucha de la energía transmitida.
La técnica de inducción electrodinámica de transmisión inalámbrica se basa en el uso de un campo magnético generado por una corriente eléctrica para inducir una corriente en un segundo conductor. Este efecto ocurre en el campo cercano de energía electromagnética, con el secundario, cercano al primario. Como la distancia desde el primario fue incrementada, más y más del campo electromagnético del primario esquiva al secundario. Incluso alrededor de un relativo corto rango, el acoplamiento inductivo es gravemente ineficiente, desperdiciando mucha de la energía transmitida.
Esta acción de un transformador eléctrico es la más sencilla forma de transmisión de energía inalámbrica. La bobina primaria y la bobina secundaria de un transformador no están directamente conectadas; cada bobina es parte de un circuito separado. La transferencia de energía toma lugar a través de un proceso conocido como inducción mutua. Las principales funciones son pasar el voltaje primario ya sea hacia arriba o hacia abajo y el aislamiento eléctrico. Los cargadores de cepillos dentales eléctricos y teléfonos móviles, son ejemplos de como es usado este principio. La cocina de inducción utiliza este método. El principal inconveniente de este método básico de transmisión de energía es el corto rango. El receptor debe estar directamente adyacente al transmisor o unidad de inducción a fin de que se acople eficientemente con él.
Los usos comunes de la inducción electrodinámica de resonancia mejorada son cargar la batería de dispositivos portátiles tales teléfonos celulares y computadora, implantes biomédicos y vehículos eléctricos. Una técnica de carga localizada seleccionando la bobina transmisora apropiada en una estructura con matriz multicapa. La resonancia es usada en ambas almohadillas de carga inalámbrica (el circuito transmisor) y el módulo receptor (incrustado en la carga) para maximizar la transferencia de energía. Los dispositivos de pilas equipados con un módulo receptor especial pueden ser cargados simplemente con colocarlos en una almohadilla de carga inalámbrica. Esto ha sido adoptado como parte del Qi (estándar de electricidad por inducción).
Esta tecnología también es utilizada para los dispositivos eléctricos con bajos requerimientos de energía, tales como los parches RFID y las tarjetas inteligentes sin contacto. En lugar de confiar en que cada uno de los muchos miles o millones de parches RFDI o tarjetas inteligentes contengan una batería en trabajo constante, la inducción electrodinámica puede proveer energía sólo cuando los dispositivos se activan.

## Aplicaciones específicas
Bosch ha dado a conocer un cargador inalámbrico para vehículos eléctricos, principalmente para su uso nocturno.